# District de Kamiiso

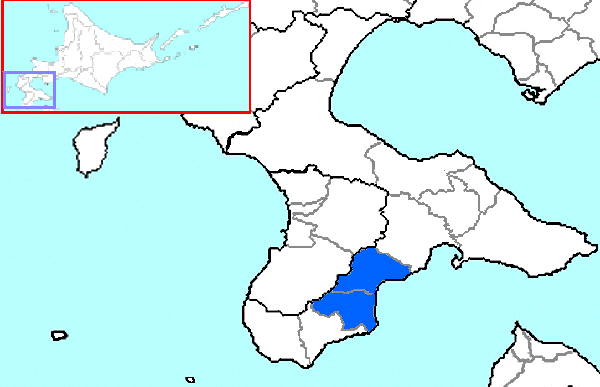
Le district de Kamiiso dans la sous-préfecture d'Oshima.

Le district de Kamiiso (上磯郡, Kamiiso-gun) est un district de la sous-préfecture d'Oshima au Japon.
Au 1er mars 2015, sa population était estimée à 9 354 habitants pour une superficie de 418,62 km2.

## Communes du district
- Kikonai
- Shiriuchi